# Needtobreathe
Needtobreathe, stylizováno jako NEEDTOBREATHE, je americká country-rocková křesťanská kapela. Zakladateli skupiny byli bratři William Stanley Rinehart a Nathaniel Bryant Rinehart, kteří spolu začali hrát poté, co se přestěhovali do oblasti jménem Seneca. Protože jejich otec byl pastor, vyrůstali bratři v kostele. Začínali hrát nejprve před návštěvníky kavárny na univerzitě Furman.
Mezi jejich alba patří například Hard Love z roku 2016 .

## Současní členové
William Stanley Rinehart III, neboli „Bear“, je přední zpěvák a hraje na kytaru, piano, harmoniku a varhany. Nathaniel Bryant Rinehart, neboli „Bo“, je přední kytarista, hraje na banjo, mandolínu a zpívá. Seth M. Bolt hraje na basovou kytaru, mandolínu, bubny a další. Josh Lovelace hraje na klavír a Hammondovy varhany a zpívá.

## Alba
- The Outsiders and The Reckoning (2006–2008)
- The Heat (2009–2013)
- Rivers in the Wasteland (2014–2015)
- Hard Love (2016)